# Templeuve-en-Pévèle

Templeuve-en-Pévèle este o comună în departamentul Nord, Franța. În 1 ianuarie 2022 avea o populație de 6.979 de locuitori.